# Кетрін Оппенгеймер
Кетрін «Кітті» Оппенгеймер (уроджена Пуенінг; 8 серпня 1910 — 27 жовтня 1972) — німецько-американська біологиня, ботанікиня та членкиня Комуністичної партії США. Вона найвідоміша як цивільна дружина активіста Джо Даллета, а потім дружина фізика Дж. Роберта Оппенгеймера, директора Лос-Аламоської лабораторії Манхеттенського проєкту під час Другої світової війни.

## Ранні роки
Кетрін «Кітті» Віссерінг Пуенінг народилася в Реклінгхаузені, Вестфалія, Пруссія, Німецька імперія, 8 серпня 1910 року. Вона — єдина дитина Франца Пуенінга та його дружини Кете Віссерінг. Хоча вона стверджувала, що її батько був принцом, а мати — родичка королеви Вікторії, це було неправдою. Її мати була двоюрідною сестрою Вільгельма Кейтеля, який згодом став фельдмаршалом Німецької армії під час Другої світової війни, якого стратили шляхом повішення у 1946 році.
Пуенінг прибув до США 14 травня 1913 року на борту корабля СС «Кайзер Вільгельм дер Гроссе». Її батько, інженер-металург, винайшов новий вид доменної печі та влаштувався на сталеливарну компанію в Піттсбурзі, і сім'я оселилася в передмісті Аспінволла, штат Пенсільванія. Хоча її рідною мовою була німецька, невдовзі вона опанувала англійську, розмовляючи обома мовами без акценту. Батьки регулярно брали її з собою на літо до Німеччини.
Після закінчення середньої школи в Аспінволлі у червні 1928 року Пуенінг вступила до Університету Піттсбурга. Вона жила вдома та на першому курсі вивчала математику, біологію та хімію. Її батько тепер працював у Koppers і мав патенти на проєктування доменних печей. Пуенінг переконала батьків, що навчання в Німеччині — гарна ідея для неї, і вона відпливла до Європи у березні 1930 року. Сумнівно, що вона відвідувала якісь уроки, але вона зустрілася з Френком Рамсієром, американцем, який вивчав музику в Парижі під керівництвом Надії Буланже, перш ніж відплисти додому 19 травня.
Пуенінг закінчила перший рік навчання і 24 грудня 1932 року вийшла заміж за Рамсеєра перед мировим суддею в Піттсбурзі. Подружжя переїхало в квартиру поблизу Гарвардського університету, де Рамсеєр сподівався здобути ступінь магістра з музики. У січні 1933 року вона знову вступила до Пітсбурзького університету та повернулася до батьківського дому в Аспінволл. У червні 1933 року вона відпливла до Європи з чоловіком. Після повернення вступила до Університету Вісконсину, хоча немає записів про те, щоб вона закінчувала якийсь курс. 20 грудня 1933 року вона добилася визнання шлюбу недійсним Верховним судом штату Вісконсин. Пізніше вона розповіла друзям, що знайшла докази того, що Рамсеєр був гомосексуалом і наркоманом. Вона також зробила аборт.

## Комунізм
Того ж року на новорічній вечірці Пуенінг познайомилася з Джозефом Даллетом-молодшим, сином багатого бізнесмена з Лонг-Айленда, який навчався в Дартмутському коледжі. Він мав радикальні погляди після страти Сакко і Ванцетті у 1927 році, у 1929 році вступив до Комуністичної партії США. Він брав участь у протесті до Міжнародного дня безробіття у Чикаго 6 березня 1930 року, який влада жорстоко придушила, у той час він працював профспілковим організатором металургійних робітників у Янгстауні, штат Огайо. Одного разу він балотувався на посаду мера Янгстауна від Комуністичної партії, але його не обрали.
Батьки Пуенінг переїхали в Клейгейт, на південному заході від Лондона, де батько представляв чиказьку фірму. Повернувшись до США 3 серпня 1934 року після відвідин родини в Європі, вона переїхала до Даллета, ставши його цивільною дружиною. Вони жили в кімнаті в напівзруйнованому пансіоні, яка коштувала 5 доларів на місяць. Гес Холл і Джон Гейтс жили в кімнаті далі по коридору. Пара жили на виплати по безробіттю у розмірі 12,50 доларів на місяць кожному. Як дружині члена партії Пуенінг дозволили вступити до Комуністичної партії, але лише після того, як вона довела свою лояльність, розповсюджуючи примірники «Дейлі воркер» на вулицях. Її партійні внески становили 10 центів на тиждень.
У червні 1936 року вони розлучилися, і Пуенінг поїхала жити до своїх батьків у Клейгейт, де вона працювала перекладачем з німецької на англійську мови. Тривалий час Пуенінг не отримувала жодної звістки від Даллета, поки не з'ясувала, що її мати приховувала його листи до неї. «Її мати, — згадувала подруга Енн Вілсон, — була справжнім драконом, дуже репресивною жінкою. Одного разу вона зникла за бортом трансатлантичного корабля, ніхто не сумував за нею. Цим все сказано».
В останньому листі Даллет писав, що він прямує до Іспанії на лайнері «Королева Мері», щоб приєднатися до інтернаціональних бригад, які воюють у громадянській війні в Іспанії. Пуенінг зустрілася з Даллетом і його найкращим другом Стівом Нельсоном у Шербурзі, вони разом поїхали до Парижа. Після кількох днів там вона повернулася до Лондона, і вони попрямували на південь через Іспанію, де він приєднався до батальйону Маккензі-Папіно, підрозділу, який складався з американських і канадських добровольців.
Пуенінг хотіла приєднатися до Даллета в Іспанії, і зрештою отримала на це дозвіл. Її поїздку до Іспанії відклали через госпіталізацію для операції 26 серпня 1937 року з приводу апендициту, але виявилося, що це кісти яєчників, німецькі лікарі їх видалили. Пуенінг повернулася до Англії для відновлення. Перед поїздкою до Іспанії вона отримала звістку, що Даллет загинув у бою 17 жовтня 1937 року. Його листи до неї опублікували під назвою «Листи з Іспанії Джо Даллета, американського волонтера, до його дружини» (1938).
Пуенінг зустрілася з Нельсоном, який перебував у Парижі після поранення у серпні, і вони повернулися до Нью-Йорка, де вона на два місяці залишилася з Нельсоном та його дружиною Маргарет у їхньому домі в Брукліні. Після цього вона зустрілась з подругою Зелмою Бейкер у Філадельфії, яка працювала в Інституті дослідження раку в Університеті Пенсільванії. Пуенінг вступила до Університету Пенсільванії. Там вона познайомилася з Річардом Стюартом Гаррісоном, лікарем зі ступенем Оксфордського університету, який завершував стажування у США. Вони одружилися 23 листопада 1938 року.

## Роман з Оппенгеймером
Незабаром вона поїхала до Пасадени, штат Каліфорнія, на місце проживання чоловіка в Каліфорнійському технологічному інституті. У той час вона здобувала ступінь бакалавра ботаніки в Університеті Пенсільванії і їй запропонували стипендію для аспірантури в Каліфорнійському університеті в Лос-Анджелесі. У Каліфорнійському технологічному інституті вона працювала з фізиком Чарльзом Лаурітсеном. Рентгенівська лабораторія Каліфорнійського технологічного інституту, у якій проводились дослідження з фізики, також використовувалася для експериментальних досліджень лікування раку. У серпні 1939 року на вечірці в саду, організованій Лаурітсеном і його дружиною Сіґрід, вона зустріла Роберта Оппенгеймера, фізика, який мав часткову зайнятість у Каліфорнійському технологічному інституті. Вони почали зустрічатися. Їх часто бачили у місті у його купе Chrysler. Після розриву тривалих стосунків з Джин Татлок Оппенгеймер зустрічався з кількома жінками, деякі з них були одружені, як-от Кітті Гаррісон. На Різдво вона поїхала в Берклі без чоловіка, щоб провести час з Оппенгеймером. Його друг Хаакон Шевальє познайомився з Кітті на святковій вечері, організованій піаністкою Естель Кан, однією з колишніх подружок Оппенгеймера.
Оппенгеймер запросив Гаррісона та Кітті провести літо на його ранчо Перро Кальєнте в Нью-Мексико. Гаррісон відмовився, оскільки займався своїми дослідженнями, але Кітті погодилася. Роберт Сербер з дружиною Шарлоттою забрали Кітті в Пасадені та відвезли до Перро Кальєнте, де вони зустрілися з Робертом, його братом Френком Оппенгеймером і його дружиною Джекі. Сербери познайомилися з Кітті раніше, у будинку батьків Шарлотти Сербер у Філадельфії у 1938 році. Оппенгеймери любили кататися верхи через соснові та березові ліси та квіткові луки гір Сангре-де-Крісто, залишаючись у таборі з мінімальною кількістю їжі та речей. Кітті вразила їх своїм умінням їздити верхи; верхова їзда була нормальним досягненням для жінок її соціального класу, вона навчилася їздити верхи у дитинстві на стежках навколо Аспінволла. Кітті та Роберт залишилися на ніч у його подруги Кеті Пейдж у Лос-Пінос, Нью-Мексико. Наступного дня Пейдж поїхала до Перро Кальєнте на своєму гнідому коні, щоб повернути нічну сорочку Кітті, яку та залишила під подушкою Роберта.
Пізніше Кітті розповіла Енн Вілсон, що вона змусила Роберта одружитися з нею «старомодним способом» — завагітнівши. У вересні 1940 року Роберт зателефонував Гаррісону з радісною новиною, і вони погодилися, що найкраще для Кітті розлучитися, щоб вона могла вийти заміж за Роберта. Роберт з Нельсоном збирали гроші для біженців з громадянської війни в Іспанії, і тоді він повідомив про заручини з Кітті. Дружина Нельсона також була вагітна, і він назвав свою доньку, яка народилася в листопаді 1940 року, Джозі на згадку про Даллета. Для розлучення Кітті переїхала до Ріно, штат Невада, де вона прожила шість тижнів, щоб відповідати вимогам штату щодо проживання. Процес розлучення завершився 1 листопада 1940 року, і наступного дня Кітті вийшла заміж за Оппенгеймера на цивільній церемонії у Вірджинія-Сіті, штат Невада, свідками стали прибиральник і клерк.

## Мангеттенський проєкт
Їхній син Пітер народився в Пасадені 12 травня 1941 року під час чергової сесії Оппенгеймера в Каліфорнійському технологічному інституті. Коли вони повернулися до Берклі, він купив новий будинок на Ван Ігл Гілл з видом на Золоті ворота. Кітті працювала в Каліфорнійському університеті лаборантом. Вони залишили Пітера з Шевальє та німецькою медсестрою та на літо залишились в Перро Кальєнте. Відпочинок був зіпсований, коли Оппенгеймера затоптав кінь, а Кітті постраждала в аварії на кабріолеті Cadillac. США вступили у Другу світову війну у грудні 1941 року, Оппенгеймер зайнявся підбором персоналу для Мангеттенського проєкту. Одними з перших приєдналися Сербери, які вселилися в квартиру над гаражем на Ван Ігл Гілл.
16 березня 1943 року подружжя сіло на поїзд до Санта-Фе, Нью-Мексико. До кінця місяця вони переїхали в Лос-Аламос, Нью-Мексико, де зайняли одну з будівель, які раніше належали школі ранчо Лос-Аламос. Лос-Аламос був відомий мешканцям як «Пагорб», а Мангеттенському проєкту як Site Y. Оппенгеймер очолив проєкт Y. Кітті стала у пригоді освіта біолога, працюючи на директора групи охорони здоров'я в Лос-Аламосі Луїса Гемпельмана, проводячи аналізи крові для оцінки небезпеки радіації.
У 1944 році Кітті знову завагітніла. Її друга дитина, дівчинка Кетрін, яку вона назвала на честь матері, але звала Тоні, народилася 7 грудня 1944 року. Як і іншим немовлятам, народженим в Лос-Аламосі під час війни, у свідоцтві про народження Тоні вказано місце народження як поштова скринька 1663. У квітні 1945 року Кітті, пригнічена ізольованістю Лос-Аламоса, залишила Тоні з Пет Шерр, дружиною фізика Руббі Шерра; Пет незадовго до того втратила сина Майкла через синдром раптової дитячої смерті. Кітті повернулася з Пітером до Бетлегема, штат Пенсільванія, щоб жити зі своїми батьками. Вони повернулися до Лос-Аламоса у липні 1945 року.

## Подальші роки
Після закінчення війни у серпні 1945 року Оппенгеймер став знаменитістю, а Кітті страждала на алкоголізм. Вона пережила серію переломів кісток через падіння в нетверезому стані та автотрощі. У листопаді 1945 року Роберт залишив Лос-Аламос, щоб повернутися до Каліфорнійського технологічного інституту, але він зрозумів, що викладання його більше не цікавить. У 1947 році він прийняв пропозицію Льюїса Штрауса очолити Інститут перспективних досліджень у Принстоні, Нью-Джерсі. Йому надали безплатне проживання у садибі XVII століття з десятьма спальнями, кухарем і доглядачем, оточеній 265 акрами лісів. Роберт побудував теплицю для Кітті, де вона вирощувала орхідеї; на її дні народження Оппенгеймер привозив з Гаваїв рідкісні види. Садиба Олден інколи була відома як «Садиба Бурбонів»; Кітті та Роберту подобалось мати повну шафу з алкогольними напоями, і, як і багато хто з їхнього покоління, любили святкувати годину коктейлів з мартіні, мангеттеном, старомодним і хайболами. Обоє також любили палити, і звичка Кітті поєднувати занадто багато алкоголю з курінням у ліжку призвела до безлічі дірок у її постільній білизні та принаймні до однієї пожежі в будинку. Іноді вона приймала занадто багато таблеток і страждала від болю в животі, викликаного панкреатитом. Біль часто викликав спалахи гніву.
У 1952 році Тоні заразилася поліомієлітом, і лікарі припустили, що тепліший клімат може допомогти. Сім'я полетіла на Кариби, де орендувала 72-футовий кеч. Роберт і Кітті зрозуміли спільну любов до вітрильного спорту, а Тоні незабаром одужала. Щороку сім'я проводила частину літа на острові Сент-Джон на Віргінських островах, зрештою побудувавши там будинок на пляжі. 6 січня 1967 року у Роберта діагностували неоперабельний рак, і він помер 18 лютого 1967 року. Його останки Кітті кремувала, а прах помістили в урну, яку віднесла до Сент-Джона та кинула у море біля узбережжя, у межах видимості пляжного будинку. Вона познайомилася з Робертом Сербером, чия дружина Шарлотта покінчила життя самогубством у травні 1967 року. Вона умовила його купити 52-футовий йол, на якому відпливли з Нью-Йорка до Гренади. У 1972 році вони придбали 52-футовий кеч, з наміром пропливти через Панамський канал до Японії через Галапагоські острови та Таїті. Вони вирушили в дорогу, але Кітті стало погано, і її доставили в лікарню Горгас, де вона померла від емболії 27 жовтня 1972 року. Сербер і Тоні кремували її останки, а прах розвіяли біля Роберта.

## У популярній культурі
- У фільмі Крістофера Нолана «Оппенгеймер» її втілила Емілі Блант[49].